# Simplicia capalis
Simplicia capalis är en fjärilsart som beskrevs av Walker 1858. Simplicia capalis ingår i släktet Simplicia och familjen nattflyn. Inga underarter finns listade i Catalogue of Life.